# Particella ribonucleoproteica
Una particella ribonucleoproteica o RNP è un complesso costituito da RNA e proteine leganti RNA (RBP). Il termine centri RNP può anche essere usato per denotare compartimenti intracellulari coinvolti nell'elaborazione di trascritti di RNA.

## Complessi RNA / RBP
Le RBP interagiscono con l'RNA attraverso vari motivi strutturali. Alcuni residui amminoacidici aromatici permettono l'insorgenza di interazioni di impilamento (stacking) con l'RNA. I residui di lisina collocati nella regione elicoidale aiutano a stabilizzare le interazioni con altri acidi nucleici come risultato della forza di attrazione elettrostatica tra le catene laterali positive della lisina (NH4+) e la carica negativa del fosfato sull'RNA.
Si ipotizza che la sequenza di RNA nella regione non tradotta al 3 ' (3' UTR) determini il legame delle RBP e che tali RBP determinino il destino post-trascrizionale degli mRNA.

## Granuli RNP
I granuli RNP sono un gruppo di compartimenti molto diversificato. Tra di essi sono inclusi i granuli da stress (SG), i processing bodies e gli esosomi nelle cellule somatiche. Molti granuli RNP sono specifici per tipo cellulare e/o per specie. Ad esempio, i corpi cromatoidi si trovano solo nelle cellule germinali maschili, mentre i granuli di trasporto sono stati finora trovati solo nei neuroni e negli ovociti. I granuli RNP hanno principalmente la funzione di separare fisicamente o associare i trascritti con le proteine. Essi hanno un ruolo nella conservazione, elaborazione, degradazione e trasporto dei trascritti associati.
I granuli di RNP hanno dimostrato di avere particolare importanza nelle cellule dove la regolazione post-trascrizionale è di vitale importanza. Ad esempio, nei neuroni dove i trascritti devono essere trasportati e conservati nei dendriti per la formazione e il rafforzamento delle connessioni, oppure negli ovociti/embrioni dove gli mRNA vengono conservati per anni prima di essere tradotti, ed infine nello sviluppo di cellule spermatiche in cui la trascrizione viene arrestata prima dello sviluppo.